# Покровська Євгенія Федорівна
Покровська Євгенія Федорівна(* 29 грудня 1904, Київ — † 1 липня 1995, Київ) — кандидат історичних наук, фахівець з археології ранньої залізної доби.

## Біографія
У 1931 році закінчила Київський художній інститут, музейний факультет.
Працювала в Інституті Археології в 1938—1941, 1944—1963 рр. у відділі археології ранньої залізної доби.
У 1953 році захистила дисертацію «К вопросу о сложении культуры земледельческих племен Правобережного Приднепровья».
Вивчала старожитності передскіфського та скіфського часу Правобережного лісостепу в Дніпровському Лісостеповому Правобережжі, зокрема в басейні Тясмину.
Вперше виділила особливий період в археології ранньої залізної доби українського Лісостепу — жаботинський.
Від кінця 30-х рр. проводила розкопки в степовій і лісостеповій смугах України, досліджувала поселення та поховання Правобережжя Середнього Подніпров'я. Разом з Марією Вязьмітіною у 1950 р. почала розкопки ранньоскіфського городища в околицях с. Жаботин Каменського району Кіровоградської (нині Черкаської) області.

## Вибрані праці
- Хотівське городище // А. П. — 1952. — IV.
- Кургани IV ст. до н. е. біля Холодного Яру поблизу м. Сміли // Археологія — 1957 — Х.
- Розкопки курганів V ст. до н.е біля м. Шполи // Археологія — 1957. — ХІ.
- Предскифское поселение у с. Жаботин // СА. — 1973. — № 4.
- Поховання VII-VI ст. до н.е на р. Тенетиці // Археологія. — 1975. — 17.